# Halichoeres caudalis
Halichoeres caudalis là một loài cá biển thuộc chi Halichoeres trong họ Cá bàng chài. Loài này được mô tả lần đầu tiên vào năm 1860.

## Từ nguyên
Tính từ định danh caudalis trong tiếng Latinh có nghĩa là "ở đuôi", hàm ý đề cập đến hình dạng vây đuôi của cá đực, tròn ở giữa nhưng lõm ở vị trí gần các thùy, và thùy trên dài hơn thùy dưới.

## Phạm vi phân bố và môi trường sống
Từ bang North Carolina (Hoa Kỳ), H. caudalis được phân bố trải dài về phía nam đến vịnh México và khắp vùng biển Caribe (ít nhất là đến Venezuela). H. caudalis sống gần các rạn san hô ở độ sâu khoảng 18–100 m.

## Mô tả
H. caudalis có chiều dài cơ thể lớn nhất được ghi nhận là 20 cm. Cá cái màu trắng với hai dải sọc đỏ dọc theo chiều dài cơ thể, được ngăn cách bởi một vùng màu vàng nhạt. Có một đốm đen ngay sau mắt (viền xanh óng ở cá đực). Cá con có kiểu hình tương tự cá cái nhưng có thêm một đốm đen ở giữa vây lưng. Cá đực màu đỏ hồng đến xanh lục lam. Trên đầu có các vệt sọc màu xanh lơ và các đốm xanh tương tự trên vảy xếp thành hàng ngang. Vây lưng cũng có hai hàng đốm xanh, còn vây hậu môn có một sọc xanh. Vây đuôi lốm đốm các vệt sọc xanh tương tự.
Số gai ở vây lưng: 9; Số tia vây ở vây lưng: 11; Số gai ở vây hậu môn: 3; Số tia vây ở vây hậu môn: 12; Số tia vây ở vây ngực: 13; Số gai ở vây bụng: 1; Số tia vây ở vây bụng: 5.